# St. Jürgen (List)

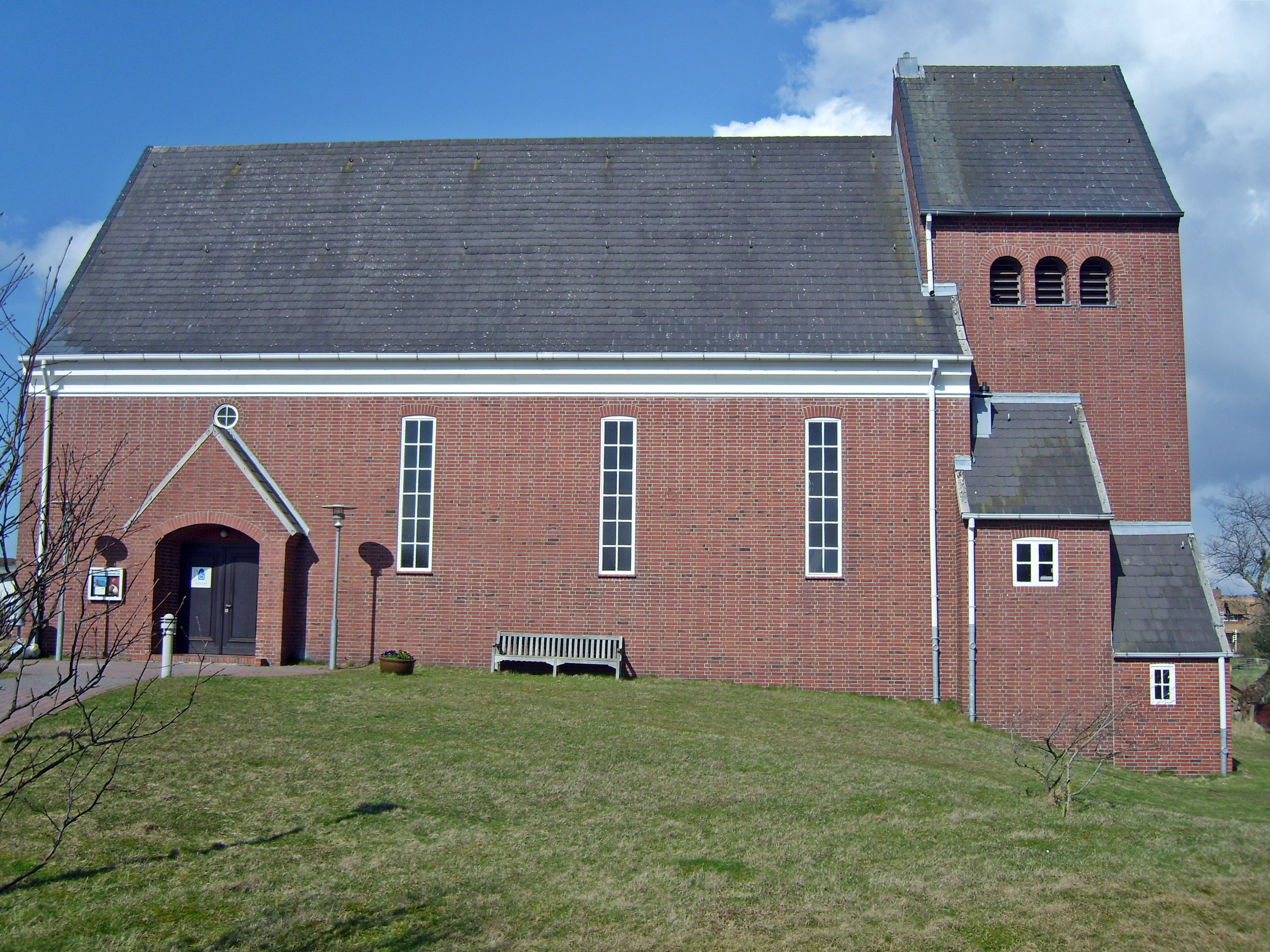
Kirche St. Jürgen in List

Die evangelisch-lutherische Kirche St. Jürgen ist ein seit 1997 denkmalgeschütztes Kirchengebäude in List im Kreis Nordfriesland (Schleswig-Holstein). Sie ist während der Zeit des Nationalsozialismus errichtet worden und ist außerdem die nördlichste Kirche Deutschlands.

## Geschichte und Architektur

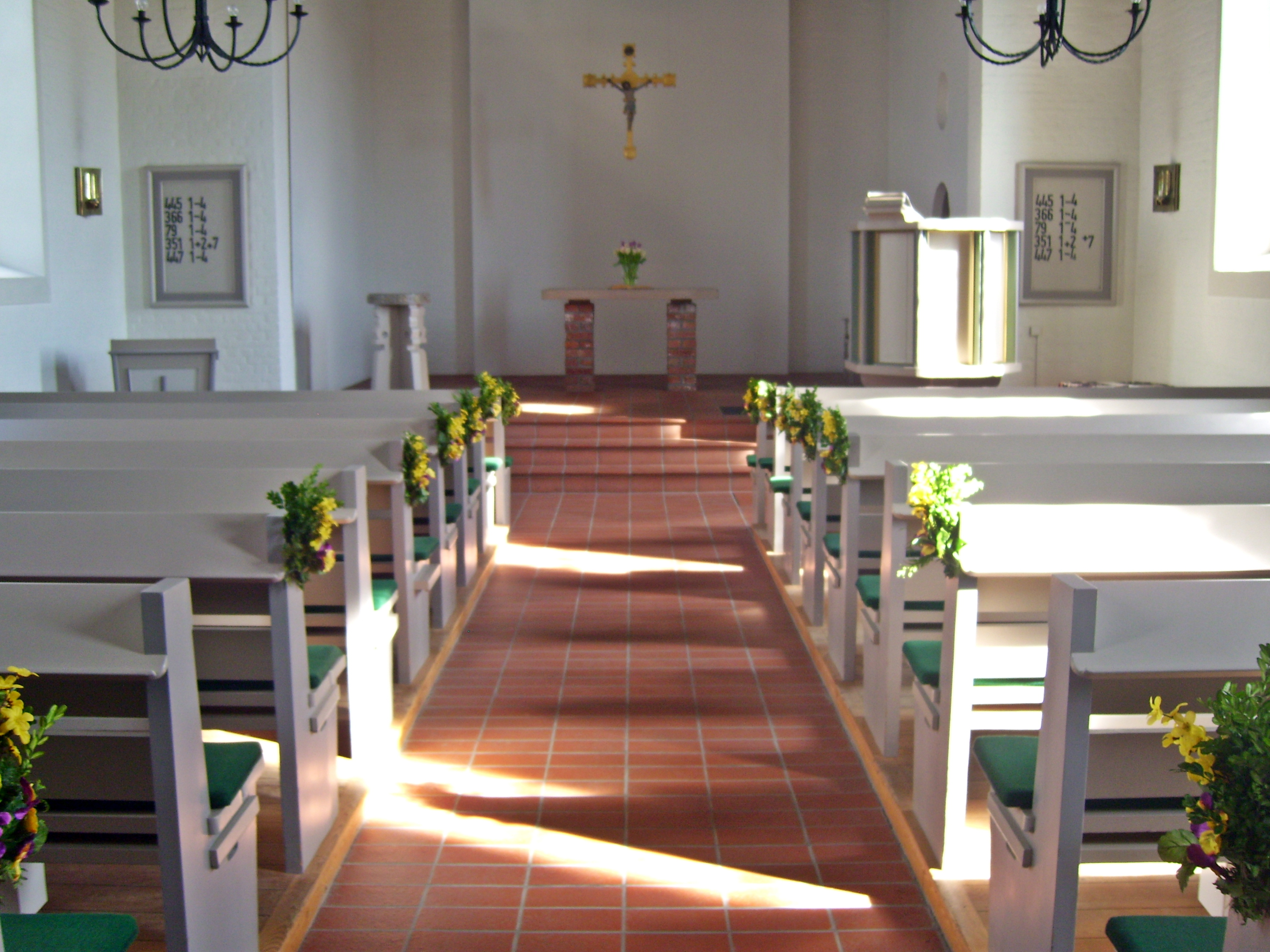
St. Jürgen (List) Blick durch die Kirche auf den Altarraum

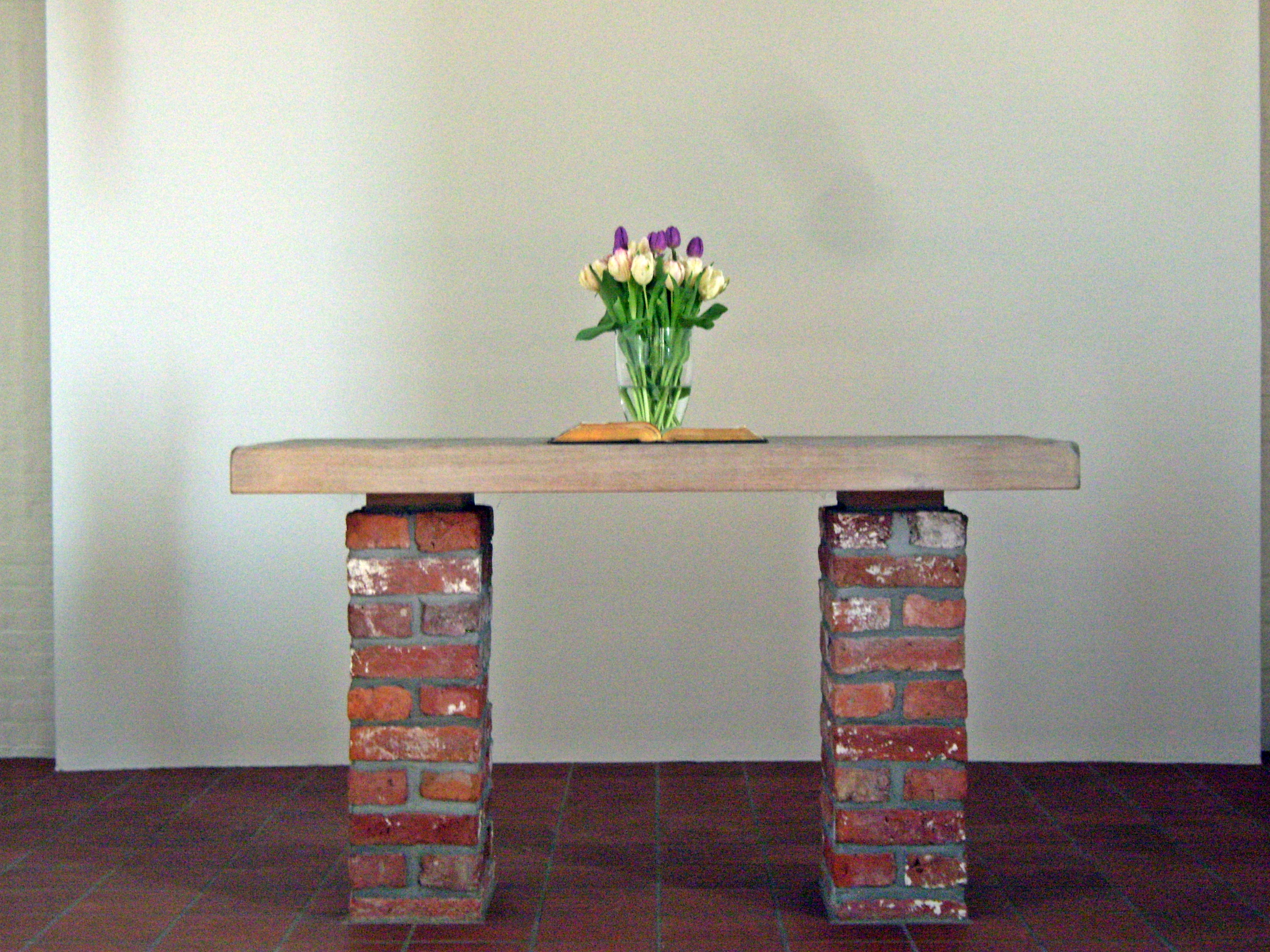
Der aus Munksteenen errichtete Altar

Hans Kielholt beschrieb in der Mitte des 15. Jahrhunderts in einer Chronik für die älteste Zeit tho Norder Lyst ene kleene Kerk ok een Prediger mit der Bezeichnung Sunt Jürgen, der niederdeutschen Namensform des heiligen Georg. Vermutlich stand dieses Gotteshaus mit dem 1362 untergegangenen Ort Alt-List in Zusammenhang. Bis ins 19. Jahrhundert waren noch Mauerreste in den Dünen bei List auffindbar. Die Ruine der Kirche diente den Lister Einwohnern als Steinbruch, die Mauersteine im Klosterformat, die sogenannten Munksteene („Mönchsteine“), fanden Wiederverwendung. Jens Booysen berichtet 1826 in seinem Buch Beschreibung der Insel Sylt:
„Ohngefähr 1/8 Meile S.W. von diesem Dorfe (=List) habe ich noch in meiner Jugend, vor 48 bis 50 Jahren, Ueberbleibsel von Mauerwerk gesehen, ohngefähr auf der Stelle, wo früher die im Jahre 1362 abgebrochene Kirche von List gestanden haben soll, und welche Stelle noch Kirk-Sted oder Kirchstelle genannt wird. Man pflegte, bis vor wenigen Jahren, die in der Nähe von List oder auf dem Strande angetriebenen Leichname dort zu begraben.“
Bis zur Mitte des 19. Jahrhunderts fuhren die Lister entweder nach Keitum oder Römö zum Gottesdienst, offiziell gehörte der Ort List zum Kirchspiel Keitum. Der Weg zur Kirche nach Römö dauerte etwa drei Segelstunden. Da die in List seit Jahrhunderten beheimateten Jüten mit den Sylter Friesen verfeindet waren, nahmen sie überwiegend den Weg nach Römö in Kauf.
Mitte des 19. Jahrhunderts errichtete man in List zusammen mit dem Schulhaus auch einen Kirchsaal, der unter der Aufsicht des Pastors in Keitum stand. Die Gottesdienste hielten die Lehrer.
Die heutige St.-Jürgen-Kirche wurde für den Seefliegerhorst und Marinestützpunkt List als Garnisonkirche errichtet, die Weihe vollzog Pastor Harung am 27. Oktober 1935. Das Gebäude diente seit 1948 der Evangelisch-lutherischen Kirchengemeinde List als Raum für die Gottesdienste. Der Altarraum wurde in den 1970er Jahren umgebaut, der Innenraum wurde in kräftiger Farbgebung ausgemalt. Bei den Restaurierungsarbeiten in der Zeit von 1999 bis 2002 wurden nachträgliche Einbauten zurückgenommen, der ursprüngliche Charakter des Innenraumes wiederhergestellt und der Altarraum den neuzeitlichen Bedürfnissen angepasst.

## Ausstattung

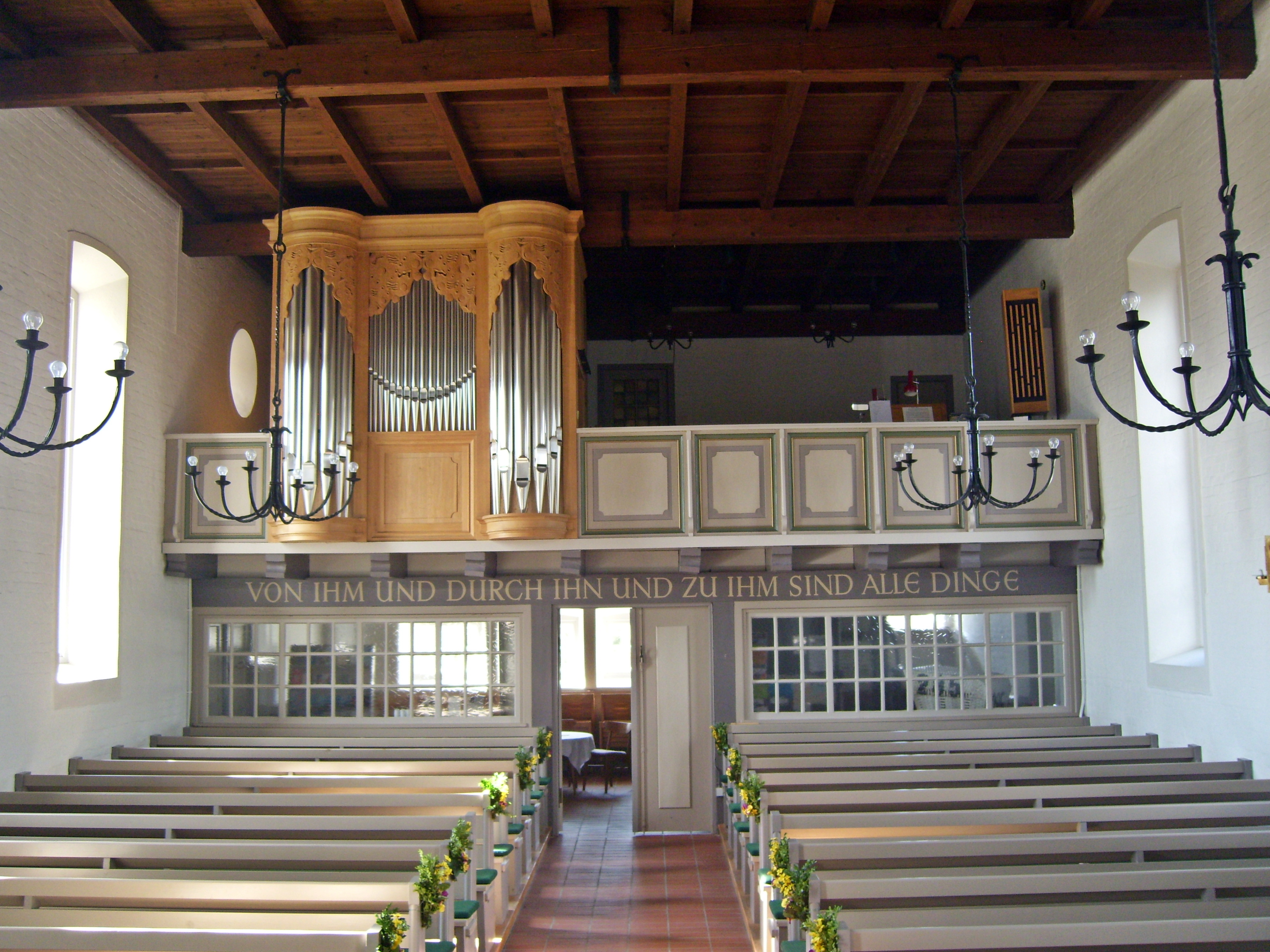
Blick auf die Orgelempore

Über dem Altar hängt ein spätgotisches Kruzifix, es ist ein Geschenk der Kirchengemeinde Keitum.

### Orgel
Dieter Bensmann baute die Orgel im Jahr 2001; 2002 erfolgte die Einweihung. Das Instrument verfügt über 15 Register, die auf zwei Manuale und Pedal verteilt sind. Beide Manualwerke stehen auf einer Windlade. Bensmann orientierte sich stilistisch an der norddeutschen Barockorgel und legte eine Werckmeister-Stimmung. Die Disposition lautet wie folgt:
| I Manual C–f3 |    |
| Principal     | 8′ |
| Hohlflöte     | 8′ |
| Octave        | 4′ |
| Spitzflöte    | 4′ |
| Nasat         | 3′ |
| Octave        | 2′ |
| Mixtur IV     |    |

| II Manual C–f3  |    |
| Gedackt         | 8′ |
| Flöte           | 4′ |
| Dünenflöte      | 2′ |
| Sesquialtera II |    |
| Dulcian         | 8′ |
| Tremulant       |    |

| Pedal C–f1 |     |
| Subbass    | 16′ |
| Octave     | 8′  |
| Trompete   | 8′  |

- Koppeln: II/P, I/P, II/P